# Пякуто
Пякуто — озеро в Пуровском районе Ямало-ненецкого автономного округа, в 30 км юго-западнее города Муравленко. Площадь озера 32,9 км². Высота водного зеркала 90,2 метра над уровнем моря. Имеет округлую форму, берега заболочены, на восточном берегу имеются ягельники, на северном — сосновый лес. Площадь водосбора 278 км². Максимальная глубина 13,5 метров.
В озеро впадает река Пямалияха, вытекает — Прынгтоягун.
Название озера образовано от лесного ненецкого этнонима Пяку" (название рода) и слова то, обозначающего озеро.

## Флора и фауна
В озере Пякуто встречаются озёрная форма сырка и сибирский сиг-пыжьян.